# Moravcsik Edit
Moravcsik Edit, angol nyelvterületen Edith A. Moravcsik (Budapest, 1939. május 2. –) magyar származású amerikai nyelvész, egyetemi tanár, a Magyar Tudományos Akadémia külső tagja (2019). Moravcsik Gyula bizantinológus, egyetemi tanár lánya, Moravcsik M. Gyula (1931–2009) filozófus és Moravcsik Mihály (1928–1989) fizikus testvére.

## Életútja
Moravcsik Edit gyermekkorában magánúton angolul és németül, iskolai keretek között pedig oroszul, latinul és ógörögül tanult. 1957-ben érettségizett, majd 1962-ben az Eötvös Loránd Tudományegyetemen latin–görög szakon végzett.
1964 óta az Amerikai Egyesült Államokban él, ahol két évig tanársegéd volt a Vassar College-ban , majd magyar nyelvet tanított a bloomingtoni Indianai Egyetemen. Itt szerezte meg mesterfokozatát (1968), később doktori fokozatát (1971). Doktori disszertációjának témája az eldöntendő kérdések és lehetséges válaszaik nyelvek közötti összehasonlító vizsgálata volt. Az 1970-es évek közepétől a Wisconsin–Milwaukee-i Egyetem  Nyelvészeti Tanszékének tanára, 1998-tól professzorként, 2009 óta pedig professor emeritaként.
1983-ban Language typology and language learning címmel nyert pályázatot az Amerikai Egyesült Államok Nemzeti Tudományos Alapjától. Vendégprofesszorként több európai egyetemen tartózkodott, így Németországban, Ausztriában és Magyarországon is. 2016-ban az Indianai Egyetem Nyelvészeti Tanszékének kiváló alumnája lett.

## Munkássága
Fő kutatási területe a nyelvek sokféleségének tipológiai vizsgálata, másrészt viszont vizsgálataiban a nyelvi univerzálék azonosításán keresztül a nyelvek hasonlóságai, a változatosság korlátai is kiemelt fontossággal bírnak. 1968 és 1976 között a Stanford Egyetemen dolgozott Joseph Greenberg Language Universals projektje kutatójaként. 1989 és 1994 között az Európai Kutatási Tanács  EUROTYP nevű nemzetközi kutatási programjában vett részt, melynek az európai nyelvek tipológiai szemléletű vizsgálata volt a kitűzött célja. Tudományos munkássága a szintaxis és a morfológia területén is jelentős. Doktori disszertációjában és későbbi kutatásaiban is foglalkozott a kérdőmondatok összehasonlító vizsgálatával, valamint a nyelvtani egyeztetés és az esetjelölés, különös tekintettel a tárgyas igék esetkiosztásának kérdéseivel. A magyar nyelvvel kapcsolatos tanulmányai többek között a főnévi kifejezések morfoszintaxisát, belső szerkezetét és a határozottság kifejezését elemzik.
Évtizedeken át számos kiadvány szerkesztője és szerkesztőbizottsági tagja volt, emellett több angol nyelvű tankönyv és számos jelentős tanulmány, könyvfejezet szerzője. A szintaxis és a szintaxiselmélet, illetve a nyelvtipológiai kutatás témájában is nagy sikerű tankönyveket írt.
Számos szakmai kiadvány szerkesztőbizottsági tagja volt. 1999 és 2009 között az Acta Linguistica Hungarica, 1979 és 1981 között az Innovations in Linguistic Education, 1981 és 1984 között a Language, 1996 és 2003 között a Linguistic Typology, valamint 1989 és 2009 között a Studies in Language és a Studies in Language Companion Series szerkesztőbizottságában is tevékenykedett. 2015-től Andrej Malchukovval közösen a de Gruyter Mouton kiadó Comparative Handbooks of Linguistics című sorozatát szerkeszti.
2019-ben a Magyar Tudományos Akadémia külső tagjává választották.

## Főbb művei

### Monográfiái
- Introducing Language Typology. Cambridge: Cambridge University Press. 2013.
- An Introduction to Syntax: Fundamentals of Syntactic Analysis. London: Continuum. 2006.
- An Introduction to Syntactic Theory. London: Continuum. 2006.

### Kötetszerkesztései (válogatás)
- Current Approaches to Syntax. A Comparative Handbook (Kertész András és Rákosi Csilla társszerkesztőkkel). Berlin: de Gruyter. 2019.
- Competing Motivations in Grammar (Brian MacWhinney és Andrej Malchukov társszerkesztőkkel). Oxford: Oxford University Press. 2014.
- Formulaic Language. Volumes I-II. (Roberta Corrigan, Hamid Ouali, és Kathleen Wheatley társszerkesztőkkel). Amsterdam/Philadelphia: Benjamins. 2009.
- Markedness (Fred R. Eckman és Jessica R. Wirth társszerkesztőkkel). New York: Plenum. 1986.
- Universals of Human Language (Joseph H. Greenberg és Charles A. Ferguson társszerkesztőkkel). Stanford: Stanford University Press. 1978.

### Tanulmányai (válogatás)
- Accounting for variation in language. Open Linguistics, 5: 369–382. 2019.
- Number. In A. Y. Aikhenvald – R. M. W. Dixon (szerk.) The Cambridge Handbook of Linguistic Typology. 440–476. Cambridge: Cambridge University Press. 2017.
- On linguistic categories. Linguistic Typology 20/2,417-425. 2016.
- Explaining language universals. In Jae Jung Song (szerk.) The Oxford Handbook of Language Typology. 69–89. Oxford: Oxford University Press. 2011.
- Conflict resolution in syntactic theory. Studies in Language, 34:3, 636–669. 2010.
- The distribution of case. In Andrej Malchukov – Andrew Spencer (szerk.) The Oxford Handbook of Case. 231–245. Oxford: Oxford University Press. 2009
- A semantic analysis of associative plurals. Studies in Language, 27:3, 469–503. 2003
- Inflectional morphology in the Hungarian noun phrase: a typological assessment. In Frans Plank (szerk.) Noun Phrase Structure in the Languages of Europe, 113–252. Berlin: Mouton. 2003.
- Questions. In William Bright (szerk.) Oxford International Encyclopedia of Linguistics. Oxford: Oxford University Press. 1991.
- Universals of language contact. In Joseph H. Greenberg – Charles A. Ferguson – Edith A. Moravcsik (szerk.) Universals of Human Language, Volume I, 93–122. Stanford: Stanford University Press. 1978.
- On the case marking of objects. In Joseph H. Greenberg – Charles A. Ferguson – Edith A. Moravcsik (szerk.) Universals of Human Language. Volume IV, 249–289. Stanford: Stanford University Press. 1978.
- Agreement. In Joseph H. Greenberg – Charles A. Ferguson – Edith A. Moravcsik (szerk.) Universals of Human Language. Volume IV, 331–374. Stanford: Stanford University Press. 1978.
- Determination. Working Papers on Language Universals, No. 1. 63–98a. Stanford University. 1969.

## Fordítás
- Ez a szócikk részben vagy egészben  az   Edit Moravcsik című eszperantó Wikipédia-szócikk fordításán alapul.  Az eredeti cikk szerkesztőit annak laptörténete sorolja fel. Ez a jelzés csupán a megfogalmazás eredetét és a szerzői jogokat jelzi, nem szolgál a cikkben szereplő információk forrásmegjelöléseként.